# ふしぎ大陸南極展2006
ふしぎ大陸南極展2006（ふしぎたいりくなんきょくてん2006）とは、日本南極観測50周年を記念し国立科学博物館で2006年7月15日から9月3日に開催された特別展のこと。正式展覧会名は「日本南極観測50周年記念　ふしぎ大陸南極展2006」。

## 展示内容

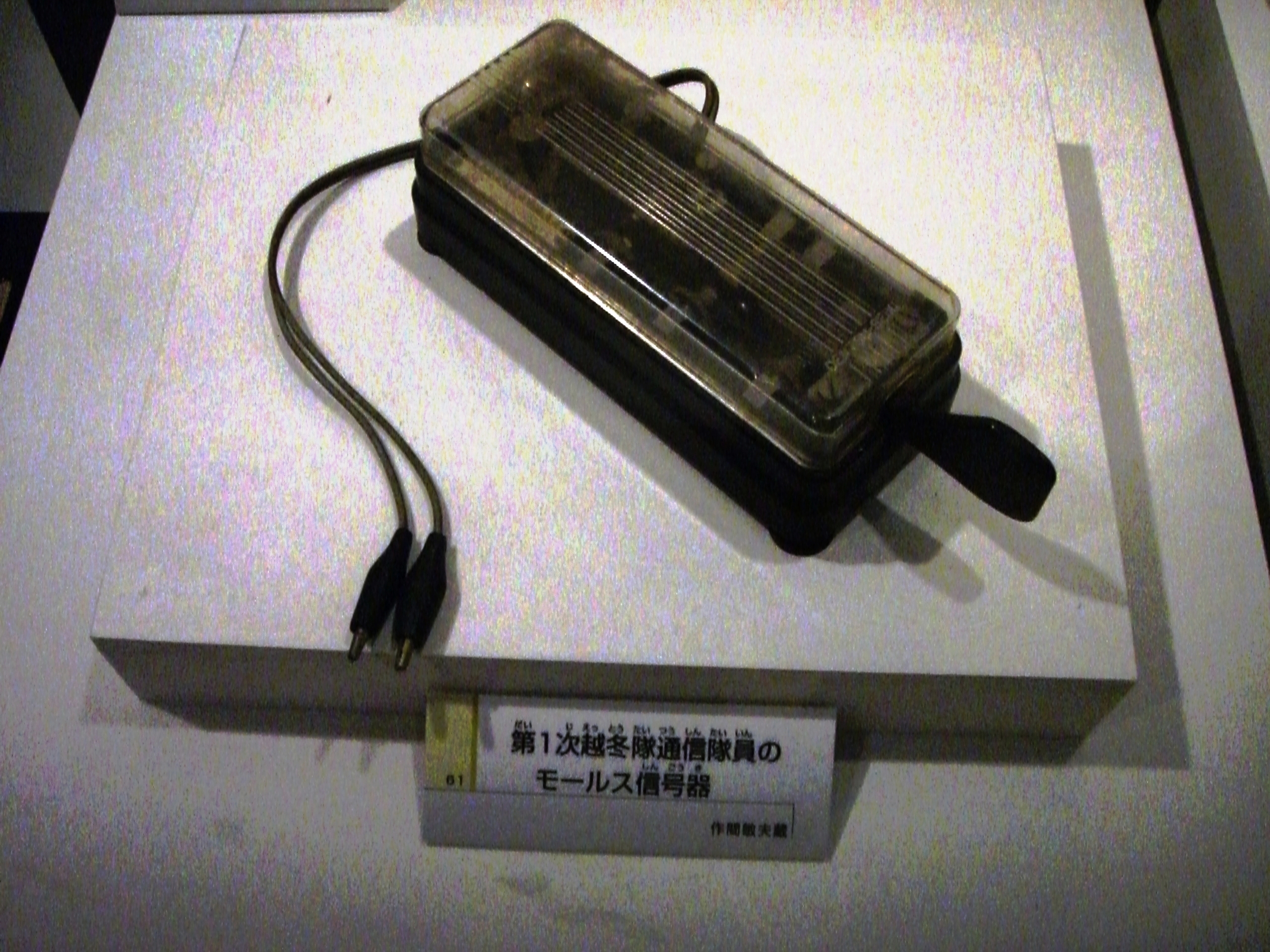
展示されたモールス信号機

白瀬矗が南極探検の際に使用した機械、船の模型などが展示された。また、タロとジロの剥製も展示された。

## 主催
国立科学博物館、国立極地研究所、朝日新聞社